# Canton de l'Arbresle
Le canton de l'Arbresle est une circonscription électorale française située dans le département du Rhône en région Auvergne-Rhône-Alpes.

## Histoire
À la suite du redécoupage cantonal de 2014, les limites territoriales du canton sont modifiées par un décret du 27 février 2014, art. 3. 
À partir des élections départementales de mars 2015, le nombre de communes du canton passe de 17 à 26.
Le 1er janvier 2017, les 14 communes de la communauté de communes Chamousset en Lyonnais intègrent la nouvelle communauté de communes des Monts du Lyonnais. Le 1er février suivant, ces communes sont transférées dans l'arrondissement de Lyon. Le 12 autres restent dans celui de Villefranche-sur-Saône.

## Représentation

### Conseillers généraux de 1833 à 2015
| Période                                  | Période      | Identité                                                     | Étiquette             | Qualité                                                                                              |
| ---------------------------------------- | ------------ | ------------------------------------------------------------ | --------------------- | --- |
| 1833                                     | 1845 (décès) | François Bernardin Louis de Leullion de Thorigny (1775-1845) |                       | Propriétaire, maire de Bessenay                                                                      |
| 1845                                     | 1848         | Pierre Cholat                                                |                       | Notaire, maire de Sain-Bel, conseiller d'arrondissement                                              |
| 1848                                     | 1877         | Joseph Dalin                                                 |                       | Juge de paix du canton de L'Arbresle puis du deuxième canton de Lyon                                 |
| 1877                                     | 1895 (décès) | Hubert Ponteille (1826-1895)                                 | Républicain           | Propriétaire, maire de Châtillon-d'Azergues (1871-1874, 1876-1881)                                   |
| 1896                                     | 1898         | Xavier Dru                                                   | Républicain           | Maire de Lentilly (1882-1899), conseiller d'arrondissement                                           |
| 1898                                     | 1919         | Guy Chambaud de la Bruyère                                   | Rad.                  | Ingénieur - Maire de Lentilly (1908-1925)                                                            |
| 1919                                     | 1933 (décès) | Jean Jard                                                    | RG                    | Maire de Saint-Pierre-la-Palud (1919-1923), conseiller d'arrondissement                              |
| 1934                                     | 1940         | Joseph Nicolas                                               | RG                    | Maire de Saint-Pierre-la-Palud (1923-1944) Nommé conseiller départemental en 1942                    |
|                                          |              |                                                              |                       | |
| 1945                                     | 1961         | Henri Jandard                                                | PRL puis DVD          | Maire de La Tour-de-Salvagny, ancien conseiller d'arrondissement                                     |
| 1961                                     | 1979         | Gustave Levrat (1902-1999)                                   | DVD puis CD puis CNIP | Exploitant agricole à Lentilly                                                                       |
| 1979                                     | 2004         | Albert Rollet                                                | UDF                   | Cadre de la Chambre d'Agriculture Maire de Savigny (1971-1994) Vice-président du Conseil général     |
| 2004                                     | 2015         | François Baraduc                                             | UDF-FD puis FED-UDI   | Directeur de société Maire de Fleurieux-sur-l'Arbresle (1989-2008) Vice-président du conseil général |
| Les données manquantes sont à compléter. |              |                                                              |                       | |

### Conseillers d'arrondissement (de 1833 à 1940)
| Période                                  | Période      | Identité                                                           | Étiquette                | Qualité |
| ---------------------------------------- | ------------ | ------------------------------------------------------------------ | ------------------------ | --- |
| 1833                                     | 1839         | Jean Nicolas Sage (1788-1873)                                      |                          | Ancien négociant à Lyon, notaire royal (1816-1856), maire de L'Arbresle                                     |
| 1839                                     | 1845         | Pierre Cholat                                                      |                          | Notaire à Sain-Bel                                                                                          |
| 1845                                     | 1848         | Antoine Hippolyte Bellet de Tavernost de Saint-Trivier (1798-1867) |                          | Propriétaire à L'Arbresle, maire d'Éveux, commandeur de l'ordre de Saint Grégoire le Grand                  |
|                                          |              |                                                                    |                          | |
| 1880                                     | 1891 (décès) | Antoine Marie Cornaton                                             | Républicain              | Maire de Bully                                                                                              |
| 1891                                     | 1896         | Xavier Dru                                                         | Républicain              | Maire de Lentilly                                                                                           |
| 8 mars 1896                              | 1907         | M. Carion                                                          | Républicain Radical      | |
| 1907                                     | 1919         | Jean Jard                                                          | Républicain progressiste | Adjoint au maire de Saint-Pierre-la-Palud                                                                   |
| 1919                                     | 1937         | M. Ballet                                                          | Radical                  | Maire de Sain-Bel                                                                                           |
| 1937                                     | 1940         | Henri Jandard                                                      | Droite                   | Maire de La Tour-de-Salvagny                                                                                |
| 1940                                     |              |                                                                    |                          | Les conseils d'arrondissement ont été suspendus par la loi du 12 octobre 1940 et n'ont jamais été réactivés |
| Les données manquantes sont à compléter. |              |                                                                    |                          | |

### Conseillers départementaux à partir de 2015
| Période élective | Période élective | Mandat | Mandat           | Identité          | Nuance | Nuance | Qualité |
| ---------------- | ---------------- | ------ | ---------------- | ----------------- | ------ | ------ | --- |
| 2015             | 2021             | 2015   | 2016 (démission) | Bernard Chaverot  |        | PRG    | Retraité de l'enseignement Maire de Montrottier depuis 2001 Ancien conseiller général du Canton de Saint-Laurent-de-Chamousset (2004-2015) |
| 2015             | 2021             | 2015   | 2021             | Sheila Mc Carron  |        | DVG    | Traductrice-rédactrice, ancienne conseillère régionale Adjointe au maire de L'Arbresle                                                     |
| 2015             | 2021             | 2016   | 2021             | Richard Chermette |        | PCF    | Professeur des écoles spécialisé Maire de Chevinay depuis 2014                                                                             |
| 2021             | 2028             | 2021   | en cours         | Morgan Griffond   |        | LREM   | Exploitant agricole, maire de Saint-Pierre-la-Palud Référent départemental de LREM                                                         |
| 2021             | 2028             | 2021   | en cours         | Catherine Lotte   |        | DVC    | Commerçante, maire de Brussieu |

### Résultats détaillés

#### Élections de mars 2015
À l'issue du 1er tour des élections départementales de 2015, deux binômes sont en ballottage : Bernard Chaverot et Sheila Mc Carron (PS, 24,46 %) et Daniel Prud'homme et Laurence Remond-Spark (FN, 25,76 %). Le taux de participation est de 50,91 % (13 283 votants sur 26 091 inscrits) contre 48,95 % au niveau départemental et 50,17 % au niveau national.
Au second tour, Bernard Chaverot et Sheila Mc Carron (PS) sont élus avec 60,68 % des suffrages exprimés et un taux de participation de 52,29 % (7 395 voix pour 13 644 votants et 26 091 inscrits).
Élue pour le Parti socialiste, Sheila Mc Carron le quitte en janvier 2016. Elle est membre de Génération.s.

#### Élections de juin 2021
Le premier tour des élections départementales de 2021 est marqué par un très faible taux de participation (33,26 % au niveau national). Dans le canton de l'Arbresle, ce taux de participation est de 33,5 % (9 159 votants sur 27 337 inscrits) contre 32,35 % au niveau départemental. À l'issue de ce premier tour, deux binômes sont en ballottage : Sarah Boussandel et Pierre Varliette (LR, 29,48 %) et Morgan Griffond et Catherine Lotte (Union au centre et à droite, 28,12 %).
Le second tour des élections est marqué une nouvelle fois par une abstention massive équivalente au premier tour. Les taux de participation sont de 34,36 % au niveau national, 33,07 % dans le département et 35,01 % dans le canton de l'Arbresle. Morgan Griffond et Catherine Lotte (Union au centre et à droite) sont élus avec 54,14 % des suffrages exprimés (4 739 voix pour 9 573 votants et 27 342 inscrits),,. 

## Composition

### Composition avant 2015
Le canton de l'Arbresle regroupait 17 communes.
| Nom                      | Code Insee | Codepostal | Superficie (km2) | Population (dernière pop. légale) | Densité (hab./km2) |
| ------------------------ | ---------- | ---------- | ---------------- | --------------------------------- | ------------------ |
| L'Arbresle (chef-lieu)   | 69010      | 69210      | 3,36             | 6 161 (2012)                      | 1 834              |
| Bessenay                 | 69021      | 69690      | 14,01            | 2 249 (2012)                      | 161                |
| Bibost                   | 69022      | 69690      | 5,23             | 541 (2012)                        | 103                |
| Bully                    | 69032      | 69210      | 12,59            | 2 082 (2012)                      | 165                |
| Chevinay                 | 69057      | 69210      | 8,82             | 535 (2012)                        | 61                 |
| Dommartin                | 69076      | 69380      | 7,22             | 2 671 (2012)                      | 370                |
| Éveux                    | 69083      | 69210      | 3,32             | 1 265 (2012)                      | 381                |
| Fleurieux-sur-l'Arbresle | 69086      | 69210      | 9,51             | 2 336 (2012)                      | 246                |
| Lentilly                 | 69112      | 69210      | 18,39            | 5 317 (2012)                      | 289                |
| Sain-Bel                 | 69171      | 69210      | 3,68             | 2 271 (2012)                      | 617                |
| Saint-Germain-Nuelles    | 69208      | 69210      | 8,54             | 2 068 (2012)                      | 242                |
| Saint-Julien-sur-Bibost  | 69216      | 69690      | 13,28            | 556 (2012)                        | 42                 |
| Saint-Pierre-la-Palud    | 69231      | 69210      | 7,53             | 2 607 (2012)                      | 346                |
| Sarcey                   | 69173      | 69490      | 9,99             | 941 (2012)                        | 94                 |
| Savigny                  | 69175      | 69210      | 21,42            | 1 963 (2012)                      | 92                 |
| Sourcieux-les-Mines      | 69177      | 69210      | 9,96             | 1 963 (2012)                      | 197                |
| La Tour-de-Salvagny      | 69250      | 69890      | 8,43             | 3 851 (2012)                      | 457                |

### Composition depuis 2015
Le nouveau canton comprend désormais vingt-six communes entières.
| Nom                                | Code Insee | Intercommunalité         | Superficie (km2) | Population (dernière pop. légale) | Densité (hab./km2) | Modifier                                    |
| ---------------------------------- | ---------- | ------------------------ | ---------------- | --------------------------------- | ------------------ | ------------------------------------------- |
| L'Arbresle (bureau centralisateur) | 69010      | CC du Pays de L'Arbresle | 3,36             | 6 469 (2022)                      | 1 925              | modifier les données · modifier les données |
| Bessenay                           | 69021      | CC du Pays de L'Arbresle | 14,01            | 2 351 (2022)                      | 168                | modifier les données · modifier les données |
| Bibost                             | 69022      | CC du Pays de L'Arbresle | 5,23             | 543 (2022)                        | 104                | modifier les données · modifier les données |
| Brullioles                         | 69030      | CC des Monts du Lyonnais | 12,25            | 823 (2022)                        | 67                 | modifier les données · modifier les données |
| Brussieu                           | 69031      | CC des Monts du Lyonnais | 6,74             | 1 378 (2022)                      | 204                | modifier les données · modifier les données |
| Chambost-Longessaigne              | 69038      | CC des Monts du Lyonnais | 15,44            | 923 (2022)                        | 60                 | modifier les données · modifier les données |
| Chevinay                           | 69057      | CC du Pays de L'Arbresle | 8,82             | 586 (2022)                        | 66                 | modifier les données · modifier les données |
| Courzieu                           | 69067      | CC du Pays de L'Arbresle | 27,04            | 1 178 (2022)                      | 44                 | modifier les données · modifier les données |
| Éveux                              | 69083      | CC du Pays de L'Arbresle | 3,32             | 1 169 (2022)                      | 352                | modifier les données · modifier les données |
| Fleurieux-sur-l'Arbresle           | 69086      | CC du Pays de L'Arbresle | 9,51             | 2 299 (2022)                      | 242                | modifier les données · modifier les données |
| Les Halles                         | 69098      | CC des Monts du Lyonnais | 3,09             | 481 (2022)                        | 156                | modifier les données · modifier les données |
| Haute-Rivoire                      | 69099      | CC des Monts du Lyonnais | 20,29            | 1 425 (2022)                      | 70                 | modifier les données · modifier les données |
| Longessaigne                       | 69120      | CC des Monts du Lyonnais | 11,92            | 592 (2022)                        | 50                 | modifier les données · modifier les données |
| Montromant                         | 69138      | CC des Monts du Lyonnais | 10,99            | 447 (2022)                        | 41                 | modifier les données · modifier les données |
| Montrottier                        | 69139      | CC des Monts du Lyonnais | 23,10            | 1 393 (2022)                      | 60                 | modifier les données · modifier les données |
| Sain-Bel                           | 69171      | CC du Pays de L'Arbresle | 3,68             | 2 568 (2022)                      | 698                | modifier les données · modifier les données |
| Saint-Clément-les-Places           | 69187      | CC des Monts du Lyonnais | 12,42            | 669 (2022)                        | 54                 | modifier les données · modifier les données |
| Saint-Genis-l'Argentière           | 69203      | CC des Monts du Lyonnais | 10,65            | 986 (2022)                        | 93                 | modifier les données · modifier les données |
| Saint-Julien-sur-Bibost            | 69216      | CC du Pays de L'Arbresle | 13,28            | 605 (2022)                        | 46                 | modifier les données · modifier les données |
| Saint-Laurent-de-Chamousset        | 69220      | CC des Monts du Lyonnais | 17,25            | 1 950 (2022)                      | 113                | modifier les données · modifier les données |
| Saint-Pierre-la-Palud              | 69231      | CC du Pays de L'Arbresle | 7,53             | 2 586 (2022)                      | 343                | modifier les données · modifier les données |
| Sainte-Foy-l'Argentière            | 69201      | CC des Monts du Lyonnais | 1,54             | 1 292 (2022)                      | 839                | modifier les données · modifier les données |
| Savigny                            | 69175      | CC du Pays de L'Arbresle | 21,42            | 1 970 (2022)                      | 92                 | modifier les données · modifier les données |
| Sourcieux-les-Mines                | 69177      | CC du Pays de L'Arbresle | 9,96             | 2 098 (2022)                      | 211                | modifier les données · modifier les données |
| Souzy                              | 69178      | CC des Monts du Lyonnais | 5,09             | 767 (2022)                        | 151                | modifier les données · modifier les données |
| Villechenève                       | 69263      | CC des Monts du Lyonnais | 14,15            | 908 (2022)                        | 64                 | modifier les données · modifier les données |
| Canton de l'Arbresle               | 6902       |                          | 292,08           | 38 456 (2022)                     | 132                | modifier les données                        |

## Démographie

### Démographie avant 2015
| 1962   | 1968   | 1975   | 1982   | 1990   | 1999   | 2006   | 2011   | 2012   |
| ------ | ------ | ------ | ------ | ------ | ------ | ------ | ------ | ------ |
| 17 411 | 18 018 | 20 185 | 25 151 | 29 337 | 33 818 | 36 746 | 38 926 | 39 377 |

### Démographie depuis 2015
En 2022, le canton comptait 38 456 habitants, en évolution de +1,15 % par rapport à 2016 (Rhône : +4,34 %, France hors Mayotte : +2,11 %).
| 2013   | 2018   | 2022   |
| ------ | ------ | ------ |
| 37 500 | 38 053 | 38 456 |